# Petite pièce de Debussy
La Petite pièce est une œuvre de Claude Debussy pour clarinette et piano composée en 1910.

## Présentation
La Petite pièce pour clarinette en si bémol et piano L 127 (120) est une composition de Claude Debussy, alors membre du conseil supérieur du Conservatoire de Paris depuis 1909. Elle constitue le morceau à déchiffrer au concours de clarinette au conservatoire de Paris de 1910 associé à la Première Rhapsodie et a été composée en juillet 1910 .
Contrairement à la Première Rhapsodie composée à la même occasion et comportant la dédicace « à P. Mimart en témoignage de sympathie », cette pièce en est dépourvue.
La Petite pièce est publiée en décembre 1910 par les éditions Durand.
Elle porte l'indication « modéré et doucement rythmé » et comporte trois dièses à la clé ; la difficulté de la pièce insiste sur le passage délicat entre registre chalumeau et clairon de la clarinette. Bien que l'œuvre soit courte et composée pour une épreuve de concours, elle est fréquemment jouée en concert par des solistes et lors d'auditions.
En 1911, paraît chez Durand une transcription pour piano seul de la Petite pièce, due à Jacques Charlot.

## Enregistrements
- Reginald Kell, avec Brooks Smith (piano), 1957